# Cal Guitart
Cal Guitart és una casa de Solsona protegida com a Bé Cultural d'Interès Local.

## Descripció
Edifici entre mitgeres de planta baixa i dos pisos. En destaca la planta baixa amb façana d'arcades de mig punt adovellades i paret de carreus de pedra picada. A l'interior es conserva una sola coberta de tres arcades diafragmàtiques apuntades i sostre embigat de fusta. Les plantes superiors han estat reformades i no presenten cap interès.